# Łukta
Łukta [ˈwukta] (deutsch Locken) ist ein Dorf im Powiat Ostródzki  (Kreis Osterode in Ostpreußen) der Woiwodschaft Ermland-Masuren in Polen. Es ist Sitz der gleichnamigen Landgemeinde.

## Geographische Lage
Łukta am Flüsschen Locke (polnisch Łukta) liegt im Westen der Woiwodschaft Ermland-Masuren und ist 14 Kilometer in nordwestlicher Richtung von der Kreisstadt Ostróda (deutsch Osterode in Ostpreußen) entfernt.

## Geschichte

### Ortsname
Der Name deutet auf ein Gewässer hin, bedeutet doch das Prußische Luka/Lukna/Luktis „gelbe Teichrose“/„Sumpfpflanze“/„Schilfgras“.

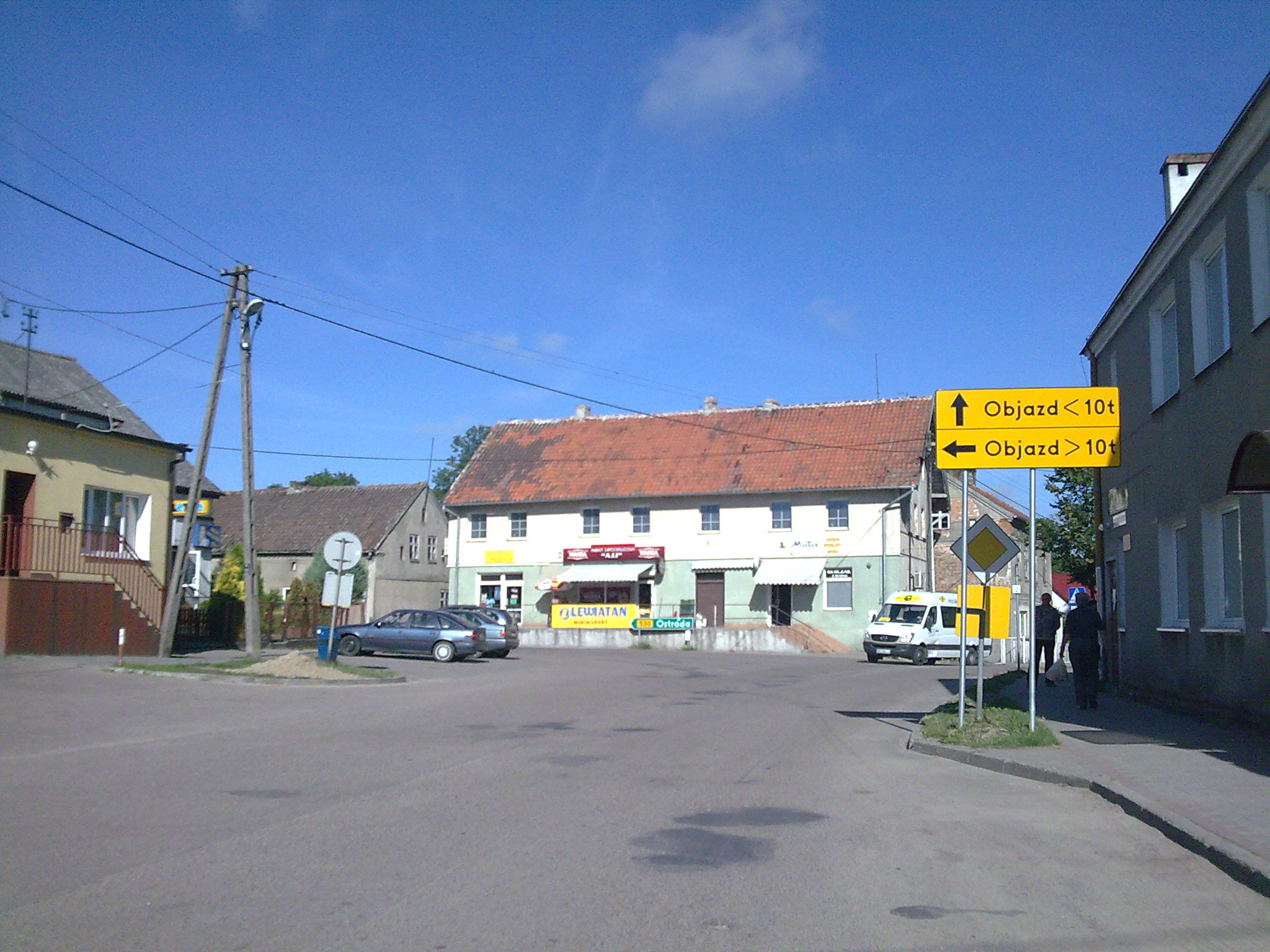
Ortszentrum

### Ortsgeschichte
Die Siedlung Lucten (nach 1367 Lukthyn) wurde wohl 1340 gegründet und im Jahre 1352 erstmals urkundlich erwähnt. Nachhaltig zerstört wurde der Ort in den Kriegen 1414 und 1454, wovon er sich doch dann erholte. Im 16. Jahrhundert schlug man zwei wüste Orte der Gemeinde zu und erweiterte so deren Areal. Im 19. Jahrhundert entwickelte sich Locken zu einem ansehnlichen Marktflecken.
Am 7. Mai 1874 wurde Locken ein Amtsdorf und damit namensgebend für einen Amtsbezirk im Kreis Osterode in Ostpreußen innerhalb des Regierungsbezirks Königsberg (1905 bis 1945: Regierungsbezirk Allenstein) in der preußischen Provinz Ostpreußen.
Am 1. Dezember 1910 zählte Locken 749 Einwohner.
Aufgrund der Bestimmungen des Versailler Vertrags stimmte die Bevölkerung im Abstimmungsgebiet Allenstein, zu dem Locken gehörte, am 11. Juli 1920 über die weitere staatliche Zugehörigkeit zu Ostpreußen (und damit zu Deutschland) oder den Anschluss an Polen ab. In Locken stimmten 600 Einwohner für den Verbleib bei Ostpreußen, auf Polen entfielen keine Stimmen.
Die Zahl der Einwohner belief sich 1933 auf 745 und 1939 auf 779.
Als 1945 in Kriegsfolge das gesamte südliche Ostpreußen an Polen überstellt werden musste, war auch Locken davon betroffen. Das Dorf erhielt die polnische Namensform „Łukta“ und ist jetzt Sitz eines Schulzenamtes (polnisch Sołectwa), in das die Nachbarorte Dragolice (Draglitz) und Strzałkowo (Hinzbruch) einbezogen sind. Das Dorf, das im Jahre 2011 insgesamt 1210 Einwohner zählte, ist zudem Amtssitz der Gmina Łukta. Zu ihr gehören das Dorf selbst und 36 weitere Ortschaften.

### Amtsbezirk Locken (1874–1945)
Zum Amtsbezirk Locken gehörten während der gesamten Zeit seiner Bestehens sechs Orte:
| Deutscher Name | Polnischer Name |
| -------------- | --------------- |
| Kämmersdorf    | Komorowo        |
| Locken         | Łukta           |
| Moldsen        | Molza           |
| Pulfnick       | Pelnik          |
| Wönicken       | Wynki           |
| Worleinen      | Worliny         |

## Religion

### Christentum

#### Pfarrkirche

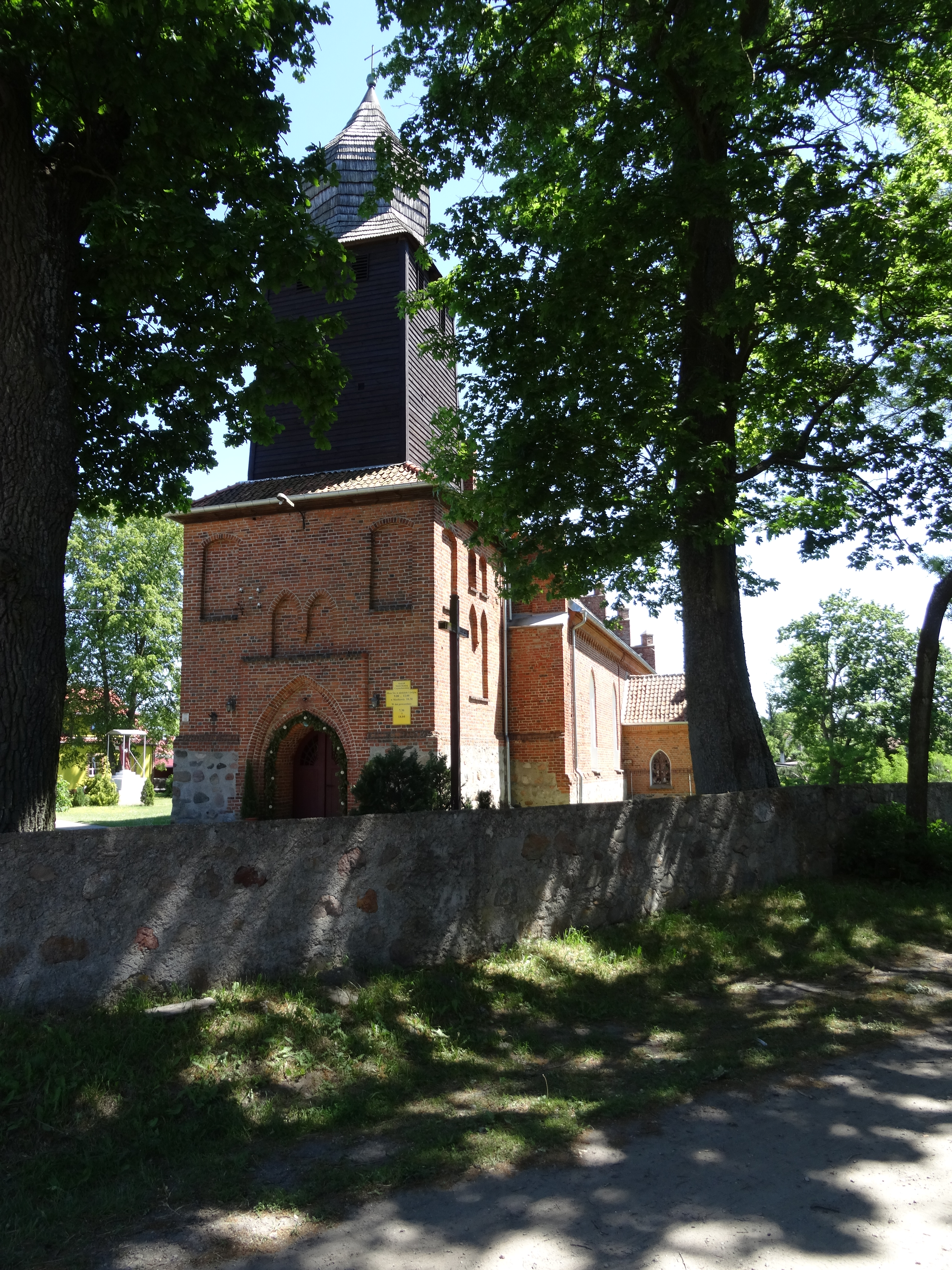
Die einst evangelische, jetzt römisch-katholische Pfarrkirche in Łukta

Die Kirche von Locken ist ein chorloser einschiffiger Backsteinbau auf Feldsteinsockel, deren Bau für 1407 belegt ist. Ostgiebel, Mauerkrone und nördliche Vorhalle stammen von einer Restaurierung 1879. Das Portal ist erstaunlich reich ausgestattet, mit einem Eingang in großer spitzbogiger Blendnische. Der Altar und die Kanzel stammen von 1580.
Von der Reformation bis 1945 war die Kirche ein evangelisches Gotteshaus. Sie wurde dann von der römisch-katholischen Kirche übernommen, die sie der Gottesmutter von Tschenstochau widmete.

#### Kirchengemeinden

##### Evangelisch
Die Gründung der Kirche in Locken erfolgte bereits in vorreformatorischer Zeit. Mit der Reformation in Ostpreußen übernahm die Gemeinde das lutherische Bekenntnis. Mit dem Nachbarort Langgut (polnisch Łęguty) war Locken kirchengemeindlich verbunden, wobei Locken der Pfarrsitz war. Im Jahre 1925 zählte die Pfarrei Locken-Langgut 5500 Gemeindeglieder, von denen 1297 zum Sprengel Locken gehörten.

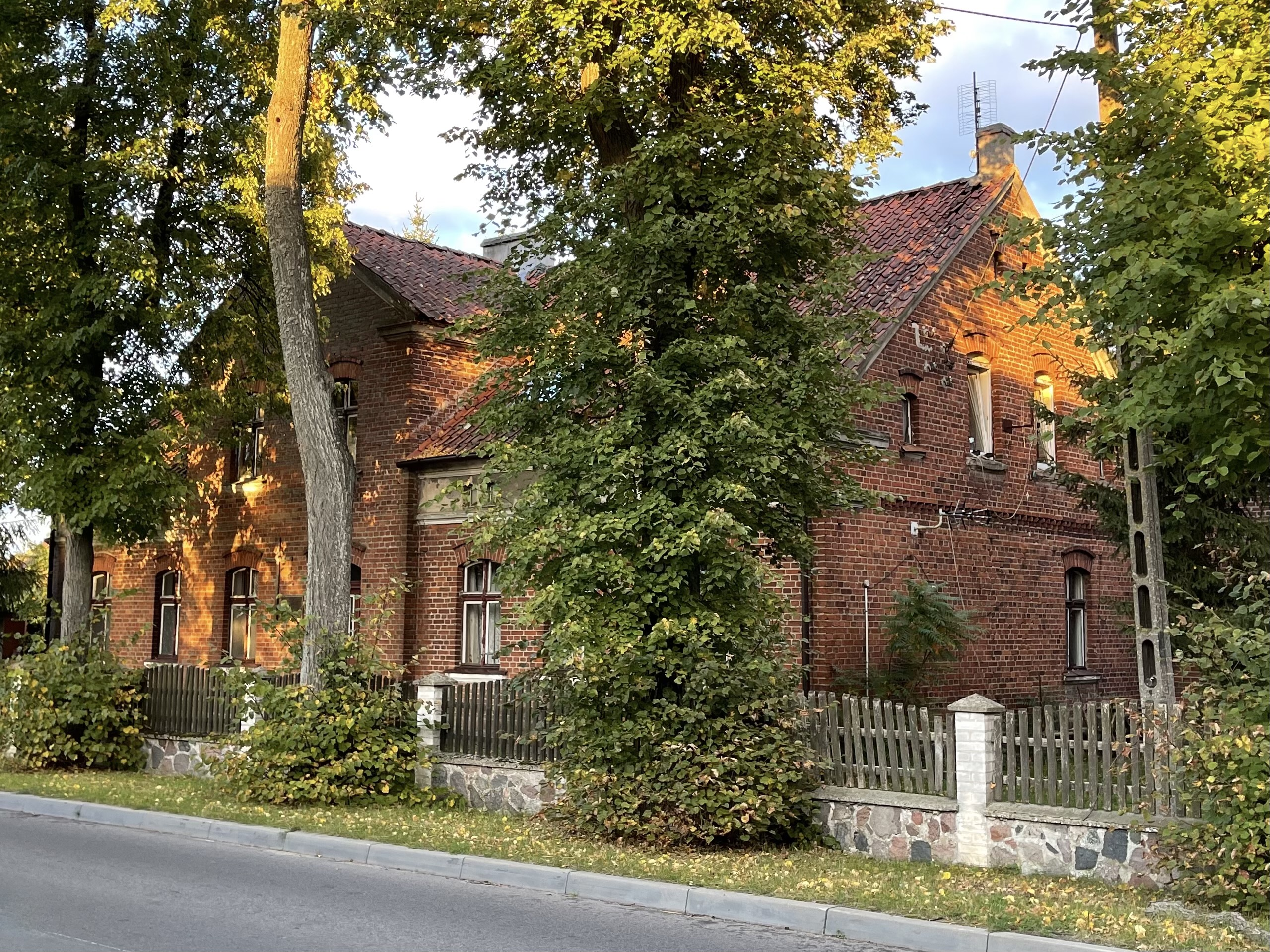
Die Methodisten-Kapelle in Łukta

Bis 1945 war Locken-Langgut dem Superintendenturbezirk Osterode des Kirchenkreises Osterode in Ostpreußen (polnisch Ostróda) innerhalb der Kirchenprovinz Ostpreußen der Kirche der Altpreußischen Union zugeordnet. Flucht und Vertreibung der einheimischen Bevölkerung setzte der Gemeinde in Locken ein Ende. Die hier jetzt lebenden evangelischen Kirchenglieder gehören nun zur Kirche Łęguty, einer Filialkirche von Ostróda in der Diözese Masuren der Evangelisch-Augsburgischen Kirche in Polen.

##### Evangelisch-methodistisch
In Łukta hat sich nach dem Krieg eine evangelisch-methodistische Gemeinde gebildet, die dem Okręg (= „Bezirk“) Masuren dieser Freikirche zugeordnet ist. Die Gemeinde besitzt hier ein eigenes Kapellengebäude. Zum Pfarrbezirk gehören auch die Gemeinden in Lipowo (Leip), Ostróda (Osterode in Ostpreußen) und Słonecznik (Sonnenborn).

##### Römisch-katholisch

###### Pfarrgemeinde Łukta
Vor 1945 gehörten die römisch-katholischen Einwohner Lockens zur Pfarrei in Osterode in Ostpreußen. Nach 1945 bildete sich in Łukta eine eigne Gemeinde, die am 1. Juni 1962 zur Pfarrei erhoben wurde. Sie ist Teil des Dekanats Łukta im Erzbistum Ermland. Zugeordnet ist die Filialgemeinde in Mostkowo (Brückendorf).

###### Dekanat Łukta
Łukta ist Sitz eine Dekanats des Erzbistums Ermland. Ihm sind neben dem Dekanatsort vier Pfarreiorte zugeordnet:
| Polnischer Name | Deutscher Name |  | Polnischer Name | Deutscher Name |
| --------------- | -------------- |  | --------------- | -------------- |
| Florczaki       | Eckersdorf     |  | Skolity         | Schlitt        |
| Nowe Kawkowo    | Neu Kockendorf |  | Wrzesina        | Alt Schöneberg |

### Judentum
Vor 1945 lebten in Locken zwei jüdische Familien. Sie führten beide ein  Textilgeschäft. In der Reichspogromnacht wurden die Textilauslagen von eindringenden SA-Trupps mit Tinte verdorben. Der Verbleib dieser jüdischen Einwohner ist nicht bekannt. Von einer Familie führt eine Spur in die USA.

## Verkehr

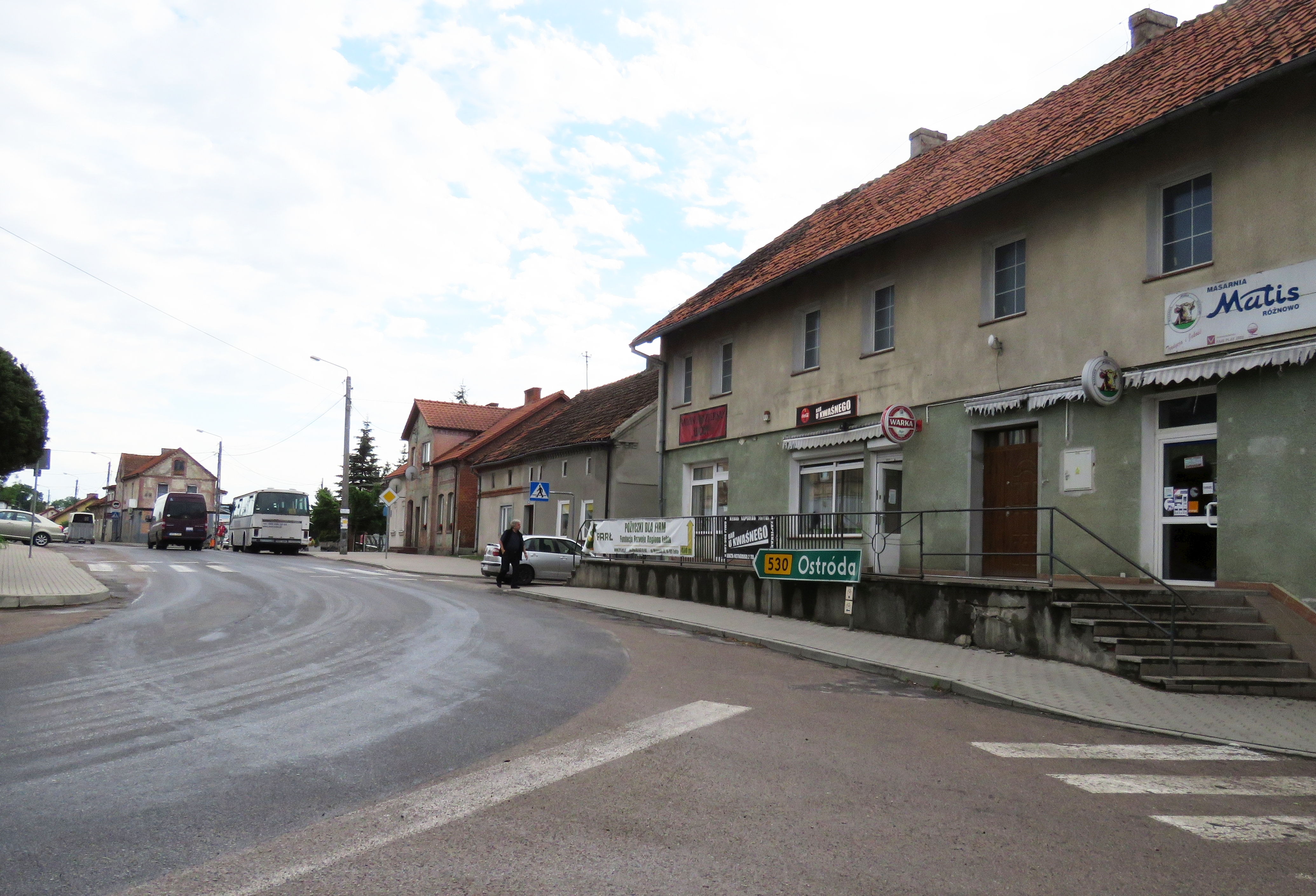
Die Ortsdurchfahrt der Woiwodschaftsstraße 530

### Straßen
In Łukta treffen drei Woiwodschaftsstraßen zusammen und machen das Dorf zu einem Verkehrsknotenpunkt:
- Die Woiwodschaftsstraße 527 (und frühere Reichsstraße 133) führt von Dzierzgoń (Christburg) und Pasłęk (Preußisch Holland) bis nach Olsztyn (Allenstein)
- Die Woiwodschaftsstraße 530 verbindet Ostróda (Osterode in Ostpreußen) mit Dobre Miasto (Guttstadt)
- Die Woiwodschaftsstraße 531 kommt von Podlejki (Podleiken) und endet in Łukta

### Schienen
Die nächste Bahnstation ist Gamerki Wielki (Groß Gemmern). Sie liegt an der Bahnstrecke Olsztyn–Bogaczewo (deutsch Allenstein–Güldenboden).